# Stadion Awangard
Stadion Awangard (kaz., ros. Авангард) – wielofunkcyjny stadion w Pietropawłowsku, w Kazachstanie. Został otwarty w 1967 roku. Nazywał się wtedy "Awangard". Swoje mecze rozgrywa na nim drużyna Kyzyłżar Petropawł. Obiekt może pomieścić 12 000 widzów.